# St. Marks River
La St. Marks River est un cours d'eau d'une longueur de 58 km qui coule dans l'État de Floride. Elle se jette dans la baie Apalachee à l'est du fleuve Aucilla. 

## Source de la traduction
- (en) Cet article est partiellement ou en totalité issu de l’article de Wikipédia en anglais intitulé « St. Marks River » (voir la liste des auteurs).